# Лодыгин Двор
Лоды́гин Двор или также Лады́гин Двор — деревня в Гдовском районе Псковской области России. Входит в состав Юшкинской волости Гдовского района.

## География
Расположена в 16 км к югу от райцентра Гдова и в 7 км к югу от волостного центра Юшкино. Западнее находится деревня Лунёвщина.

## Население
Численность населения деревни по оценке на 2000 год составляет 10 жителей.